# Blekerheide
Blekerheide är en hed i Belgien.   Den ligger i provinsen Limburg och regionen Flandern, i den nordöstra delen av landet, 80 kilometer nordost om huvudstaden Bryssel.
Omgivningarna runt Blekerheide är en mosaik av jordbruksmark och naturlig växtlighet. Runt Blekerheide är det tätbefolkat, med 308 invånare per kvadratkilometer.